# جيمس رينولدز (صحفي)
جيمس رينولدز (بالإنجليزية: James Reynolds)‏ هو صحفي بريطاني، ولد في 20 مايو 1974 في كينغستون ‏ في المملكة المتحدة.

## روابط خارجية
- جيمس رينولدز على موقع IMDb (الإنجليزية)